# 3-Hydroxybuttersäure
3-Hydroxybuttersäure, systematisch 3-Hydroxybutansäure, ist eine chemische Verbindung aus der Gruppe der Hydroxycarbonsäuren. Ihre Salze werden als 3-Hydroxybutyrate bezeichnet.

## Isomere
3-Hydroxybuttersäure kommt in zwei enantiomeren Formen [(R)-3-Hydroxybuttersäure und (S)-3-Hydroxybuttersäure] vor.
| Isomere von 3-Hydroxybuttersäure |                                                 |                                                 |
| Name                             | (R)-3-Hydroxybuttersäure                        | (S)-3-Hydroxybuttersäure                        |
| Andere Namen                     | (−)-3-Hydroxybuttersäure D-3-Hydroxybuttersäure | (+)-3-Hydroxybuttersäure L-3-Hydroxybuttersäure |
| Strukturformel                   |                                                 |                                                 |
| CAS-Nummer                       | 625-72-9                                        | 6168-83-8                                       |
| CAS-Nummer                       | 300-85-6 (unspez.)                              |                                                 |
| EG-Nummer                        | 210-909-6                                       | 228-209-4                                       |
| EG-Nummer                        | 206-099-9 (unspez.)                             |                                                 |
| ECHA-Infocard                    | 100.009.918                                     | 100.025.646                                     |
| ECHA-Infocard                    | 100.005.546 (unspez.)                           |                                                 |
| PubChem                          | 92135                                           | –                                               |
| PubChem                          | 441 (unspez.)                                   |                                                 |
| Wikidata                         | Q27075135                                       | Q27075158                                       |
| Wikidata                         | Q223092 (unspez.)                               |                                                 |

## Vorkommen
D-3-Hydroxybuttersäure kommt natürlich beim Stoffwechsel von Tieren vor. Sie ist einer von drei so genannten Ketokörpern. Sie entsteht in der Leber aus Acetessigsäure mit Hilfe des Enzyms D-β-Hydroxybutyrat-Dehydrogenase und wird über den Harn ausgeschieden, wobei der Anteil dort bei Ketose (Acetonurie) erhöht ist.

## Darstellung
Aus Acetessigester entsteht durch Reaktion mit Natriumamalgam in der Kälte (RS)-3-Hydroxybuttersäure.
Aus 1-Chlor-2-propanol wird mit Kaliumcyanid in Ethanol das entsprechende Nitril gebildet, das durch Hydrolyse in 3-Hydroxybuttersäure umgewandelt werden kann.

## Reaktionen
Beim Erhitzen von 3-Hydroxybuttersäure entsteht unter Wasserabspaltung Crotonsäure:

## Verwendung
Industriell kann 3-Hydroxybuttersäure zur Herstellung von biologisch abbaubaren Kunststoffen (Polyhydroxybuttersäure) verwendet werden.
Der Butylester 3-Hydroxybuttersäurebutylester ist ein Lösungsmittel.